# Ivajlo Kirov (calciatore)
Ivajlo Anguelov Kirov (30 dicembre 1965) è un ex calciatore bulgaro, di ruolo centrocampista.

## Carriera

### Club
Kirov giocò con la maglia del CSKA Sofia, prima di passare in prestito al Lillestrøm. Esordì nell'Eliteserien il 28 aprile 1991, quando fu titolare nella vittoria per 1-2 sul campo del Brann. Il 5 maggio realizzò l'unica rete nella massima divisione norvegese, nella sconfitta per 1-2 contro il Viking. Fece poi ritorno al CSKA Sofia, dove rimase fino al 1994.

### Nazionale
Partecipò al mondiale Under-20 1985 con la nazionale bulgara di categoria. Conta anche 12 presenze e una rete per la selezione maggiore.

## Palmarès

### Club

#### Competizioni nazionali
- Campionato bulgaro: 4

CSKA Sofia: 1986-1987, 1988-1989, 1989-1990, 1991-1992
- Coppa di Bulgaria: 5

CSKA Sofia: 1985, 1987, 1988, 1989, 1993
- Supercoppa di Bulgaria: 1

CSKA Sofia: 1989